# Trypetisoma tomentosum
Trypetisoma tomentosum är en tvåvingeart som beskrevs av Kim 1994. Trypetisoma tomentosum ingår i släktet Trypetisoma och familjen lövflugor. Inga underarter finns listade i Catalogue of Life.